# Rue Jean-Calvin
Pour les articles homonymes, voir Jean Calvin et Calvin.
Ne doit pas être confondu avec Rue Calvin.
La rue Jean-Calvin est une voie du 5e arrondissement de Paris située dans le quartier du Val-de-Grâce.

## Situation et accès
La rue Jean-Calvin est desservie à quelque distance par la ligne 7 à la station Censier - Daubenton.

## Origine du nom
Elle doit son nom au réformateur protestant français Jehan Cauvin dit Jean Calvin (1509-1564). Il étudie dans sa jeunesse au Collège Fortet, à proximité, et en 1533 doit fuir les persécutions par les toits. La Tour de Calvin est situé au 21 rue Valette, à proximité du Panthéon,.

## Historique
La rue Jean-Calvin est une partie d'un projet de la fin du XIXe siècle de prolongement de la rue de l'Abbé-de-l'Épée de la rue Gay-Lussac à la rue Censier dont seuls quelques tronçons furent réalisés.
La rue Jean-Calvin a été percée en 1928, dans la continuité du percement de la rue Érasme. L'immeuble qui la traverse en bas n'existait pas encore, il n'a été construit qu'après.

## Bâtiments remarquables et lieux de mémoire
- Le centre Albert Châtelet du CROUS de Paris, est cédé en 2013 par l'État pour accueillir à partir de 2014 l'Institut Pierre-Gilles de Gennes pour la microfluidique, composé de douze laboratoires de recherche interdisciplinaires en physique et chimie, rattachés à différentes institutions (ESPCI Paris, institut Curie, École normale supérieure, Chimie ParisTech)[5].
- Annexe du collège Pierre-Alviset.